# Prestonsburg
Prestonsburg é uma cidade localizada no estado americano de Kentucky, no Condado de Floyd.

## Demografia
Segundo o censo americano de 2000, a sua população era de 3612 habitantes.
Em 2006, foi estimada uma população de 3853, um aumento de 241 (6.7%).

## Geografia
De acordo com o United States Census Bureau tem uma área de
28,7 km², dos quais 28,2 km² cobertos por terra e 0,5 km² cobertos por água. Prestonsburg localiza-se a aproximadamente 187 m acima do nível do mar.

## Localidades na vizinhança
O diagrama seguinte representa as localidades num raio de 28 km ao redor de Prestonsburg.